# 36P/Уиппла
Комета Уиппла (36P/Whipple) — короткопериодическая комета из семейства Юпитера, которая была открыта 15 октября 1933 года американским астрономом Фредом Уипплом с помощью 115-сантиметрового телескопа Гарвардской обсерватории. Он описал её как диффузный объект 13,0 m и хвостом длиной в 3 ' угловых минуты. Комета обладает довольно коротким периодом обращения вокруг Солнца — чуть более 8,5 лет.

Орбита кометы Уиппла и её положение в Солнечной системе

## История наблюдений
Используя позиции кометы, полученные в период с 15 октября 1933 по 5 марта 1934, американский астроном Алан Максвел рассчитал эллиптическую орбиту, согласно которой комета прошла дату перигелия 2 августа, а орбитальный период составляет 7,49 года. Он также отметил, что в мае 1922 года комета пролетела рядом с Юпитером на расстоянии 0,3 а. е. (45 млн км). В следующий раз комета должна была вернуться в точку перигелия 22 января 1941 года. В следующее возвращение 1 сентября 1940 году комету обнаружил американский астроном Leland Cunningham. Проанализировав положение кометы на небе он сделал вывод, что расчёт орбиты требовал корректировки всего на +0,23 суток. В это возвращения комета достигала максимальной яркости в 14,0 m и держала её на таком уровне вплоть до 22 ноября 1941 года.
На основе тех же самых расчётов, но скорректированных с учётом поправки в 0,23 дня, было рассчитана дата следующего возвращения кометы — 25 июня 1948 года. Комета была обнаружена 21 июня 1947 года Х. М. Джефферсом с помощью 36-дюймового телескопа Ликской обсерватории в виде точечного объекта 18,4 m звёздной величины. Своей максимальной магнитуды в 14,0 m комета достигала в сентябре и октябре 1948 года. 
Скорректированная в очередной раз, с учётом 6 позиций 1948 года и влиянием Юпитера и Сатурна, орбита определила дату следующего возвращения в перигелий 29 ноября 1955 года. Элизабет Рёмер восстановила эту комету 25 мая 1955 года в обсерватории Лика в виде диффузного объекта 18,0 m звёздной величины. Своей максимальной магнитуды в 13,0 m комета достигала в октябре 1955 года. 
В 1987 году японскому астроному Сюити Накано удалось обнаружить эту комету на снимках, сделанных задолго до её официального открытия. Автором этих сников являлся советский астроном Григорий Абрамович Шайн, который сентябре 1925 года сообщил об открытии нескольких астероидов, один из которых, сфотографированный 21 августа, получил временное обозначение 1925 QD. Единственный повторный снимок этого астероида, яркостью 13,0 m, был сделан 24 августа. Проведя тщательный поиск по базам данных Центра малых планет в Кембридже Сюити Накано обнаружил, что астероид 1925 QD в то время находился именно на том месте, где должна была находится комета Уиппла.
Комета принадлежит к группе, так называемых, квазихильдовых комет и находится в сильнейшем орбитальном резонансе 3:2 с планетой Юпитер, что приводит к частым, а главное чрезвычайно тесным сближениям с этой планетой.

## Сближение с планетами
В XX веке комета испытала 3 тесных сближения с Юпитером, в ходе каждого из которых происходили серьёзные изменения её орбитальных характеристик. Одно из таких сближений ожидается и в середине XXI века.
- 0,89 а. е. от Юпитера 25 июня 1916 года;
  - увеличение расстояния перигелия с 3,92 а. е. до 4,23 а. е.
  - увеличение орбитального периода с 9,99 до 11,01 года;
- 0,25 а. е. от Юпитера 20 июня 1922 года;
  - уменьшение расстояния перигелия с 4,23 а. е. до 2,48 а. е.;
  - уменьшение орбитального периода с 11,01 до 7,46 лет;
- 0,60 а. е. от Юпитера 12 июля 1981 года;
  - увеличение расстояния перигелия с 2,47 а. е. до 3,08 а. е.;
  - увеличение орбитального периода с 7,44 до 8,49 лет;
- 0,68 а. е. от Юпитера 16 октября 2040 года;
  - увеличение расстояния перигелия с 3,02 а. е. до 3,79 а. е.;
  - увеличение орбитального периода с 8,39 до 9,83 лет.